# Ілларіонов Андрій Миколайович
Андрі́й Микола́йович Ілларіо́нов (нар. 16 вересня 1961, Ленінград, РРФСР, СРСР) — радянський і російський економіст, ексрадник президента Росії В. Путіна. 
18 серпня 2023 року міністерство юстиції Росії внесло його до реєстру «іноземних агентів». 

## Біографія
1983 — закінчив економічний факультет Ленінградського державного університету (ЛДУ).
1983—1990 — аспірант, асистент і викладач ЛДУ.
1990—1992 — старший науковий співробітник і завідувач сектору лабораторії регіональних економічних проблем Ленінградського фінансово-економічного інституту. Стажування в Бірмінгемському університеті (Велика Британія).
1993—1994 — керівник групи аналізу та планування при голові уряду Росії Вікторові Чорномирдіну. Подав у відставку через незгоду з політикою влади, зокрема грошовою реформою (звільнений із формулюванням «за порушення трудової дисципліни»).
1994—по сьогодні — директор Інституту економічного аналізу, який передбачив фінансову кризу в Росії 1998 р.
2000 — запрошений В. Путіним на посаду радника президента Росії з економіки.
2000—2005 — представник президента Росії по зв'язках із лідерами «Великої сімки».
грудень 2005 — подав у відставку з поста радника президента Росії В. Путіна у зв'язку з незгодою з антиринковими (політичними) діями стосовно ціни на російський газ і через незгоду взяти участь у «газовій війні» проти України.
У 2006—2021 роках — старший науковий співробітник Центру глобальної свободи та процвітання Інституту Катона (Вашингтон, США). З того часу більше живе в США, ніж в інших країнах, хоча бував іноді в Росії та інших пострадянських країнах. За контрактом із Інститутом Катона, він має не менше 9 місяців на рік жити у Вашингтоні.

## Аналіз війни Путіна проти України і іншого світу
- 19 листопада 2014 Андрій Ілларіонов виступив з доповіддю в Європарламенті (Брюссель) на слуханнях на тему «Як мати справу з Росією?». Виступ Ілларіонова, який він переформулював на «Як мати справу з путінською Росією, або з путінізмом», був англійською мовою, мав форму тез і тривав близько 34 хвилин.[6][7][8]

1. На початку виступу Ілларіонов зробив важливе уточнення, що світ має справу з країною, населення якої в значній мірі піддане ідеологічній та психічній обробці. Так само, як це було в центрі Європи в 30-40-х роках 20-го століття, значне число росіян піддалося путінській пропаганді і стало ефективно «зомбованим». Путінський режим веде також інформаційно-психологічну війну проти сусідніх країн та Центральної та Західної Європи.

2. Мова йде не про «українську кризу» або «кризу в Україні». Це, по-перше, російська криза і, по-друге — це війна.

3. Це війна путінської Росії проти України і це буде довга війна. Вона ведеться вже 16 місяців. Підготовка до неї в Росії почалася не пізніш 2003 року. Вже в 2004 в Кремлі розглядалася можливість окупації Криму. В 2008 на саміті НАТО в Бухаресті Путін відкрито заявив, що «Україна це штучне утворення, половина території якого належить Росії». В РФ почали видавати масу книг з планами нападу, захоплення та розділу України. В 2009 прапор так званої «ДНР» був піднятий в молодіжному таборі на Селігері. Починаючи з 2009 року, СБУ почала фіксувати активну підготовку підривних дій майбутніх сепаратистів на Сході України.
Офіційно оголошена війна була 27 липня 2013 в Києві в промові Путіна з нагоди 1025-ї річниці Хрещення Київської Русі. Ця дата стала початком гібридної війни проти України, включно з інформаційною війною. Через два дні після цієї промови головний санітарний лікар Росії Г. Г. Онищенко оголосив про початок санітарної війни проти України. За цим стартували економічна війна, фінансова війна, дипломатична війна. Конвенціональна фаза з використанням звичайної зброї почалася вбивствами майданівських активістів. Офіційно ж вона стартувала 20 лютого 2014, за чотири дні до втечі Януковича з України. Ця дата оприлюднена Міністерством оборони Росії на медалі «За повернення Криму» («20 лютого — 18 березня 2014»).

4. Ця війна є прямим продовженням російсько-грузинської війни 2008. А рік тому Вірменія була змушена відмовитися від підписання угоди про асоціацію з Євросоюзом через тиск і шантаж з боку Путіна.
У цей час Росія ударними темпами будує Аваро-Кахетинське шосе Махачкала — Тбілісі: роботи ведуться 24 години на добу, без перерв. Шосе прорізатиме Головний Кавказький хребет і вийде на стик кордонів Грузії та Азербайджану, поблизу від Тбілісі, Вірменії і Нагірного Карабаху. Російські війська отримають можливість зробити кидок, встановивши наземний коридор між Росією і Вірменією, відрізати весь багатий енергоресурсами Каспійський (включно із Азербайджаном) і Середньоазійський регіон від виходу на світовий ринок через Грузію і Туреччину. Залишаються також проблеми Молдови з Придністров'ям. 29 серпня 2014 Путін заявив, що у Казахстану історично ніколи не було своєї державності. Ще один об'єкт агресії — Балтійські країни. В останні тижні було зафіксовано кілька спроб проведення підривних акцій в Латгалії (Східна Латвія) і Північно-Східній Естонії.
Це є також російська громадянська війна, організована кремлівським режимом, війна російського люмпена і російського криміналітету проти цивілізованої частини російського суспільства. «Гаряча» фаза цієї громадянської війни йде зараз в українському Донбасі, «тепла» її фаза — почалася на території Росії.
5. Ми маємо справу з реваншизмом, ревізіонізмом і агресією та небезпекою для всієї Європи, Євросоюзу та НАТО. Очевидно, одна з ідей агресора полягає в шантажі та спробі руйнації всієї системи європейської безпеки, починаючи з Берлінської кризи 1961 і Карибської кризи 1962.